# Klein Wesenberg
Klein Wesenberg település Németországban, Schleswig-Holstein tartományban. Lakosainak száma 756 fő (2023. december 31.).

## Népesség
A település népességének változása:
| Lakosok száma | 438  | 753  | 762  | 764  | 765  | 756  |
|               | 1975 | 2017 | 2019 | 2021 | 2022 | 2023 |